# Svalstjärtad todityrann
Svalstjärtad todityrann (Hemitriccus furcatus) är en fågel i familjen tyranner inom ordningen tättingar.

## Utseende och läte
Svalstjärtad todityrann är en liten (11 cm) och tydligt tecknad flugsnapparliknande fågel. Ovansidan är ljust olivgrön, huvudet kanelbrunt, liksom strupen, med ett mer beigefärgat område kring ögat. Vingarna är mer sotfärgade med kastanjebruna kanter på de inre vingpennorna och gräddvita kanter på tertialerna. Bröstet är ljusgrått med vit anstrykning, medan resten av undersidan är vitare. Den långa och kluvna stjärten är olivgrön med vit spets och ett svart band innanför. Lätet är ett ljust, snabbt och metalliskt "ptí-ptí prrrít" eller "chuí ki-rí-kik".

## Utbredning och systematik
Fågeln förekommer i sydöstra Brasilien (Rio de Janeiro, södra Minas Gerais och nordöstra São Paulo). Den behandlas som monotypisk, det vill säga att den inte delas in i några underarter.

### Familjetillhörighet
Arten placeras traditionellt i familjen tyranner. DNA-studier visar dock att Tyrannidae består av fem klader som skildes åt redan under oligocen, pekar på att de skildes åt redan under oligocen, varför vissa auktoriteter behandlar dem som egna familjer. Svalstjärtstodityrannen med släktingar placeras då i Pipromorphidae.

## Status och hot
Svalstjärtad todityrann har en liten världspopulation bestående av uppskattningsvis endast 2 500–10 000 vuxna individer. Den tros också minska i antal till följd av habitatförlust. Den är därför upptagen på internationella naturvårdsunionen IUCN:s röda lista över hotade arter, kategoriserad som sårbar (VU).